# Еремеев, Павел Владимирович
Павел Владимирович Еремеев (25 февраля [9 марта] 1830, Турьинские рудники, Пермская губерния — 6 [18] января 1899, Санкт-Петербург) — русский геолог и минералог; заслуженный профессор горного института, академик Петербургской академии наук (с 1894).

## Биография
Павел Владимирович Еремеев родился в слободе Турьинской Пермской губернии 25 февраля (9 марта) 1830 года. Учился в институте Корпуса горных инженеров; по окончании которого в 1851 году был определён на службу по горному ведомству и командирован в Тульскую губернию для геологических изысканий над месторождениями каменного угля.
В 1856 году командирован на Урал и Алтай для ознакомления с горнозаводскими производствами в этих регионах Российской империи.
В 1859 году Еремеев был командирован за границу; слушал лекции во Фрейбергской горной академии, Лейпцигском университете и в Парижской горной школе; кроме того, посетил и ознакомился с наиболее известными минералогическими музеями Европы.
С 1862 по 1871 года (затем, ещё в 1873 и 1874 гг.) преподавал минералогию в Петербургском технологическом институте.
В 1866 году Павел Владимирович Еремеев был назначен профессором кристаллографии и минералогии в горном институте, где проработал практически всю оставшуюся жизнь. Кроме непосредственных обязанностей по институту и геологических экскурсий, педагогическая деятельность Еремеева выражалась также в чтении лекций в Санкт-Петербургском лесном институте и институте инженеров путей сообщения.
В 1874—1880 годах преподавал минералогию и геологию великим князьям Сергею и Павлу Александровичам.
Помимо этого Еремеев состоял членом-корреспондентом Императорской академии наук, членом горного ученого комитета; в течение 22 лет исполнял должность секретаря Императорского санкт-петербургского минералогического общества, а в 1892 году был избран директором этого учёного общества.
Первые годы научной деятельности П. В. Еремеева, наряду с изучением кристаллографии и минералогии, были посвящены работам по геологии, и прежде всего изучению осадочных образований палеозойского периода. Но скоро учёный всецело посвящает себя кристаллографии и минералогии. Особенную заслугу его составляет изучение русских минералов, которым почти исключительно посвящены все его работы.
Многочисленные мемуары, статьи и сообщения помещены главным образом в «Записках Императорского Санкт-Петербургского минералогического общества», а также в «Горном Журнале» и некоторых заграничных повременных ученых изданиях.
Павел Владимирович Еремеев скончался 6 (18) января 1899 года. Похоронен на 2-й горной дорожке Смоленского православного кладбища (участок 207).

## Память
В честь П. В. Еремеева назван минерал — еремеевит.
В честь П. В. Еремеева в 1900—1903 гг. был назван полуостров (полуостров Еремеева, Карское море, Таймырское побережье).

## Избранная библиография
- 1853 — «Геогностический очерк Тульской губернии» («Горный Журнал»);
- 1867 — «Отчет по разысканьям месторождений нефти в Казанской, Симбирской и Самарской губерниях» («Горный Журнал»);
- 1868 — «Об открытии русского гельвина» («Горный Журнал»);
- 1868 — «Осмистый иридий (невьянскит) и иридистый осмий (сыссерскит)» («Горный Журнал»);
- 1869 — «Замечательные экземпляры ильменорутила, титанистого железняка и шпинели из Уральских гор» («Записки минералогического общества»);
- 1869 — «Рутил из окрестностей Верхне-Исетского завода на Урале» («Горный Журнал»);
- 1869 — «Отчет о геологических исследованиях в Тверском, Корчевском и Калязинском уездах» («Материалы для геологии России»);
- 1869 — «Результаты исследований некоторых цоизитов из русских месторождений» («Записки минералогического общества»);
- 1870/71 — «Измерение кристаллов уральского и олонецкого аксинита» («Записки минералогического общества»);
- 1872 — «Кристаллы железного вольфрама сравнительно с кристаллами колумбита» («Записки минералогического общества»);
- 1873 — «О некоторых минералах (олигоклаз, альбит и сфен) с речки Слюдянки в Забайкальской области» («Научно-исторический сборник горного института»);
- 1874 — «Измерение кристаллов тяжелого шпата из уральских и алтайских месторождений» («Записки минералогического общества»);
- 1879 — «О некоторых новых формах в кристаллах платины и иридия» («Записки минералогического общества»);
- 1881 — «Кристаллы сфена (титанита) из Назямских и Ильменских гор на Урале» («Записки минералогического общества»);
- 1886 — «Пироморфит и миметизит из некоторых рудников Нерчинского округа» («Записки минералогического общества»);
- 1887 — «Описание некоторых минералов из золотоносных россыпей на земле Оренбургского казачьего войска» («Горный Журнал»);
- 1891 — «Кристаллы астраханита (Blödit, Simonyit) из самосадочных озёр Астраханской губернии» («Записки минералогического общества»);
- 1891 — «Кристалл эвкалаза из россыпи на реке Каменке в Самарской системе золотых промыслов»;
- 1892 — «Псевдоморфические кристаллы магнитного и титанистого железняка (ильменита) по форме кристаллов перовскита» («Записки минералогического общества»).
- 1894 — «Брошантит из медно-рудянского рудника на Урале»;
- 1895 — «О некоторых новых кристаллических формах и внутреннем строении циркона из Ильменских гор и россыпей Каштымского округа» («Известия Академии Наук»).

Полный список трудов Еремеева В. П. опубликован в «Протоколах Русского минералогического общества» за 1899 год.